# Jean-Népomucène de Vial
Pour les articles homonymes, voir Vial.
Jean-Népomucène de Vial ou Don Juan Nepocumeno de Vial (1783 – 1835) est un diplomate espagnol du XIXe siècle.

## Biographie

### Origines
Jean-Népomucène de Vial y Eydelin né à Bayonne le 13 juin 1783 est le fils de Raymond-Xavier de Vial et de Marie-Thérèse d'Eydelin.
C'est un membre de la famille de Vial, originaire du Forez, en France et fixée en Espagne au XVIIe siècle.
Le 31 août 1806, il épouse à Bilbao Marie Gomez de la Torre (1787–1861). Ils eurent neuf enfants.

### Carrière
Après des études à Bilbao, il entre à l'école navale militaire de Cadix en tant que chevalier garde-marine. Il se tourne ensuite vers une carrière diplomatique. Il est d'abord consul général à Hambourg à partir du 28 février 1823, puis ministre plénipotentiaire auprès du roi Antoine Ier de Saxe jusqu'en 1830. Il devient ensuite ministre plénipotentiaire à Constantinople, et présente ses lettres de créance au sultan Mahmoud II. En 1833, il devient chargé d'affaires du roi d'Espagne à Londres avant de recevoir officiellement ses lettres de créances comme ambassadeur d'Espagne au Royaume-Uni, en 1831, poste qu'il conservera jusqu'en 1834,,.
Le roi Ferdinand VII d'Espagne lui confie plusieurs missions, notamment les négociations avec la Sainte-Alliance dans le cadre du congrès de Vérone en 1822, pour obtenir de l'aide pour soutenir son trône.
Il est élu regidor de Santander en 1808, et réélu le 9 août 1814; c'est en cette qualité qu'il passe commande le 18 décembre 1814, pour 8 000 réaux d'or, au peintre Francisco de Goya, du portrait en pied de Ferdinand VII, peint en 15 jours,,.
Le 1er janvier 1818 il est élu pour deux ans aux fonctions de procureur général et alférez mayor de la cité. Il est consul du tribunal royal de mer et terre.
Le 19 mars 1825 il est nommé roi d'armes de l'ordre de la Toison d'or  par décret du roi Ferdinand VII d'Espagne.
Il meurt le 8 août 1835 à Saint-Sébastien.

## Décorations
- Chevalier de l'ordre royal de Charles III (1816)[13],[14],[15].
- Décoré du Lys (1823);
- Commandeur de l'ordre royal de la Légion d'honneur en 1825 [2].
- Grand-croix de l'ordre royal et américain d'Isabelle la Catholique en (1825)[6].
- Commandeur de l'ordre royal du Christ (1825).